# Les Milliardaires
Pour les articles homonymes, voir Milliardaire (homonymie).
Pour plus de détails, voir Fiche technique et Distribution.
Les Milliardaires (I miliardari) est un film italien réalisé par Guido Malatesta et sorti en 1956.

## Synopsis
À Milan, deux industriels organisent un mariage d'intérêt entre leurs enfants respectifs pour relancer leurs entreprises. Mais les deux enfants concernés ne semblent pas attirés l'un vers l'autre : Aldo tombe amoureux d'une dactylo et Elsa ressent une attirance pour Marco, un peintre. Les deux pères, marris que leurs plans soient ainsi contrariés, congédient la dactylo et tentent soudoyer le peintre pour qu'il cesse de fréquenter Elsa. Alors qu'Aldo, dégoûté par le comportement de son père, s'enfuit aux États-Unis, Elsa se rend compte qu'elle attend un enfant du peintre et lui donne naissance. Le bébé tombe bientôt malade et le père d'Elsa, finalement attendri, fait venir un célèbre médecin pour le guérir. Mais alors que le médecin décrète qu'un médicament produit en Amérique est nécessaire pour guérir le nouveau-né, on doit faire appel à Aldo qui est sur place pour ramener le médicament.

## Fiche technique
Sauf indication contraire, les informations mentionnées dans cette section peuvent être confirmées par la base de données cinématographiques IMDb,  présente dans la section « Liens externes ».
- Titre en français : Les Milliardaires[1]
- Titre original italien : I miliardari[2],[3]
- Réalisation : Guido Malatesta
- Scenario :	Angelo De Giglio, Guido Malatesta
- Photographie :	Salvatore Occhipinti
- Montage : Renato Cinquini (it)
- Musique : Riz Ortolani
- Décors : Ivo Battelli (it)
- Trucages : Giovanni Ranieri
- Société de production : T.A.I. Film (Tecnici Artisti Industriali)[3]
- Pays de production :  Italie
- Langue originale : Italien
- Format : Noir et blanc - 2,35:1 - Son mono - 35 mm
- Durée : 90 min (1 h 32[2])
- Genre : Mélodrame social[1]
- Dates de sortie :
  - Italie : 22 novembre 1956
  - France : 29 novembre 1963[1]

## Distribution
- Mike Bongiorno : Marco
- Giulia Rubini : Lilia Grandi
- Carlo Ninchi : Raimondo Ferri
- Nino Marchesini : Ruggero Lovatelli
- Fiorella Mari : Elsa, la fille de Ruggero
- Matteo Spinola : Aldo, le fils de Raimondo
- Vera Carmi : La secrétaire de Ferri
- Lauro Gazzolo : Le médecin
- Alessandra Panaro : Mariuccia
- Enio Girolami : Pinella
- Maria Giovannini : La copine d'Elsa
- Enzo Teodori : Sandro
- Vincenzo Sofia : Carletti, le comptable
- Armando Annuale : Le vieil homme sur la péniche
- Piero Palermini : Fabrizio
- Bruna Vecchio : Fiammetta
- Pietro Tordi : Le portier
- Patrizia De Filippi : La petite fille
- Maria Luisa Rolando
- Agostina De Michelis
- Edy Campagnoli : Elle-même
- Carla Boni : Elle-même
- Peter Van Wood : Lui-même